# Unije
Unije (italienisch Unie, deutsch Niä) ist eine Insel in der Adria. Sie liegt westlich der Insel Lošinj und südlich von Istrien in der Kvarner-Bucht und gehört zu Kroatien. 

## Geografie
Unije ist eine sanft hügelige Insel, die Fläche beträgt 16,8 km². Die Länge der Küste beträgt ca. 37 km. Die Insel besteht aus Kalkstein und ist überwiegend mit der für die Region typischen Macchia bewachsen. Im Osten der Insel befinden sich einige tief eingeschnittene Buchten, die größte ist die Bucht Maracol. Die Kalksteine stammen aus der Kreidezeit und aus dem Eozän. Eine geologische Besonderheit stellen die bis ins Innere auftretenden quartären Sande dar, die im südlichen und dem Westen zugewandten Inselteil Polje dem Kalkstein auflagern. Hier befindet sich heute das Flugfeld Aerodrom Unije.

## Siedlungsgeschichte und Kultur
Die einzige Siedlung auf der Insel ist der gleichnamige Ort Unije, der sich in einer Bucht an der Westküste befindet, mit etwa 50 ständigen Einwohnern (um 1963 noch 273 Ew.) und wenigen hundert Feriengästen während der Sommerzeit. Es gibt mehrere Gaststätten, einen Lebensmittelladen, eine Bäckerei und ein Postbüro. Die Einwohner der Insel leben primär vom Tourismus und Fischfang. Die Landwirtschaft hat eine untergeordnete Bedeutung, sie dient dem Eigenbedarf der Inselbewohner.

## Verkehr
Die Insel ist autofrei, für den Gütertransport werden motorisierte Karren und kleine Traktoren eingesetzt. Die Insel wird von den Schiffen von Jadrolinija angefahren. Mit der Lokalfähre der Liniennummer 310 ein bis zweimal täglich von Mali Lošinj und mit dem Katamaran (Liniennummer 9141) im Winter einmal wöchentlich, im Sommer fast täglich aus Pula und Zadar. Auf der Insel gibt es ein kleines Flugfeld mit unbefestigter Landebahn. Die Bucht Maracol ist eine beliebte Anlaufstelle für Segler.